# Miss Europe 1971

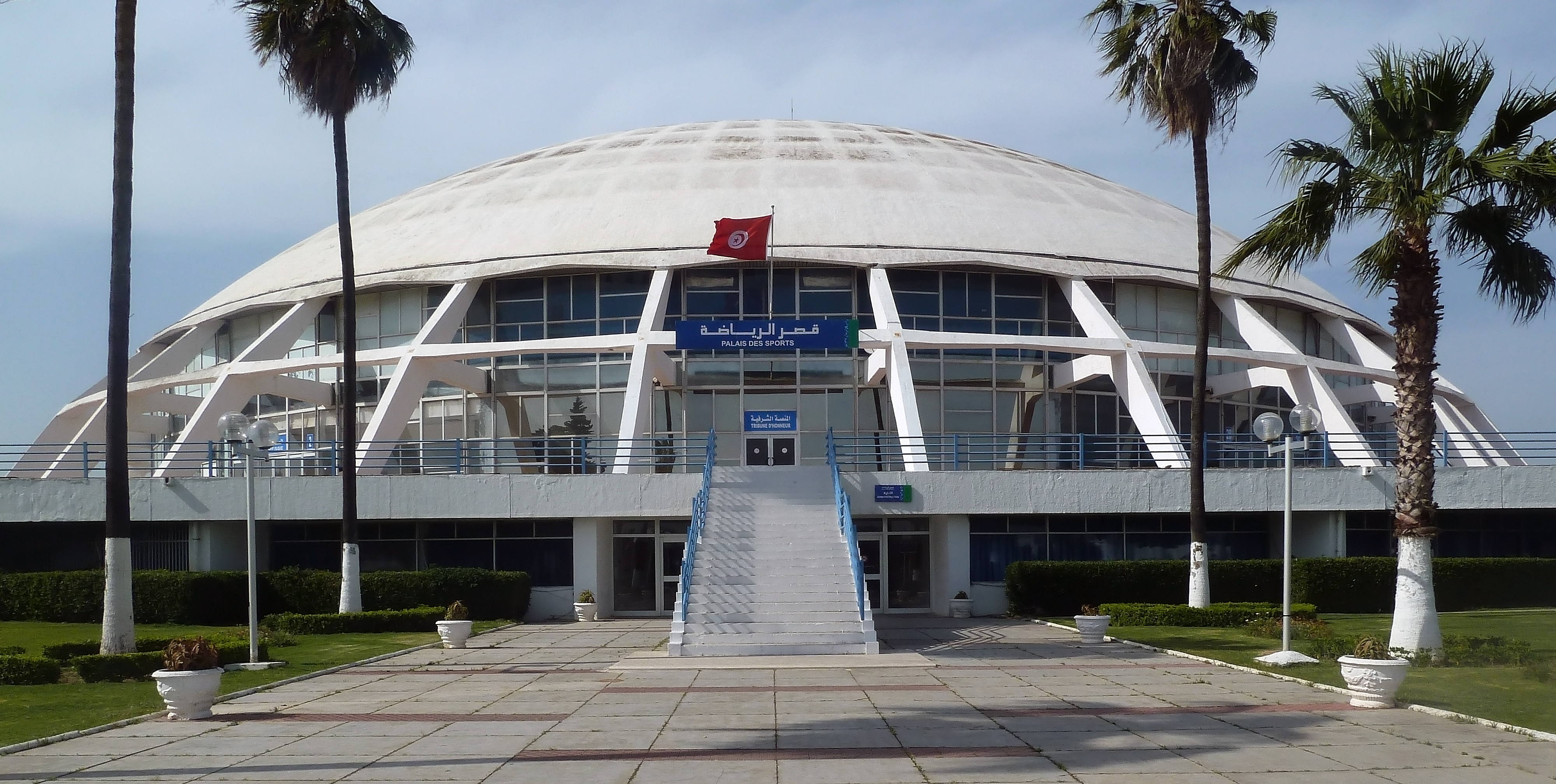
Das Palais des sports d’El Menzah in Tunis, Ort der Veranstaltung

Der Wettbewerb um die Miss Europe 1971 war der dreiundzwanzigste seit 1948, den die Mondial Events Organisation (MEO) durchführte. Sie war von den Franzosen Roger Zeiler und Claude Berr ins Leben gerufen worden, hatte ihren Sitz in Paris und organisierte den Wettbewerb bis 2002.
Die Kandidatinnen waren in ihren Herkunftsländern von nationalen Organisationskomitees ausgewählt worden, die mit der MEO Lizenzverträge abgeschlossen hatten.
Die Veranstaltung fand am 19. September 1971 im Sportpalast El Menzah der tunesischen Hauptstadt Tunis statt. Dies war nach 1936 das zweite Mal, dass die Miss Europe in Tunis gewählt wurde. Es gab 21 Bewerberinnen.
| Land                    | Schreibweise bei Pageantopolis        | Schreibweise in der Heimatsprache   | Teilnahme an weiteren Wettbewerben                          |
| ----------------------- | ------------------------------------- | ----------------------------------- | ----------------------------------------------------------- |
| Platzierungen           |                                       |                                     |                                                             |
| 1. Türkei               | Filiz Vural                           | Filiz Vural                         | Miss Universe 1971                                          |
| 2. Österreich           | Ursula Illich                         |                                     |                                                             |
| 3. Schweden             | Lena Arvidsson                        |                                     | Miss Scandinavia 1972: Platz 4                              |
| 4. Frankreich           | Myriam Stocco                         | Myriam Stocco                       | Miss Universe 1971: Semifinale, Miss World 1971: Platz 7    |
| 5. Holland              | Laura Mulder-Smid                     | Laura Mulder-Smid                   | Miss Universe 1971                                          |
| In den Top 7            |                                       |                                     |                                                             |
| 6. Finnland             | Pirjo Laitila                         | Pirjo Laitila                       | Miss Universe 1971: Platz 3, Miss Scandinavia 1972: Platz 5 |
| Weitere Teilnehmerinnen |                                       |                                     |                                                             |
| Belgien                 | Martine Yasmine De Hert               | Martine de Hert                     | Miss Universe 1971, Miss World 1971                         |
| Dänemark                | Dorrit Weinrich                       |                                     |                                                             |
| BR Deutschland          | Lilian Atterer                        | Lilian Atterer                      | Miss Universe 1968                                          |
| England                 | Pamela Wood                           |                                     | Miss International 1971: Semifinale                         |
| Griechenland            | Georgia („Gogo“) Atzoletaki           | Γεωργία Ατζολετάκη, Γωγώ Ατζολετάκη |                                                             |
| Irland                  | Mary Aurray                           |                                     |                                                             |
| Island                  | Margret Linda Björnsson Gunnarsdóttir |                                     |                                                             |
| Italien                 | Roberta Mauro                         |                                     |                                                             |
| Jugoslawien             | Magda Jazbec                          | Majda Jazbec                        |                                                             |
| Luxemburg               | Mariette Werckx                       | Mariette Werckx                     | Miss World 1971                                             |
| Malta                   | Tessa Marthese Galea                  | Tessa Marthese Galea                | Miss World 1970                                             |
| Norwegen                | Ruby Reitan                           | Ruby Reitan                         | Miss Universe 1971, Miss Scandinavia 1972                   |
| Portugal                | Ana Paula De Almeida                  | Ana Paula de Almeida                | Miss World 1971: Platz 3                                    |
| Schweiz                 | Anita Andrini                         | Anita Andrini                       | Miss Universe 1971                                          |
| Spanien                 | Josefina Román Gutiérrez              | Fina Román Gutierrez de Chiclana    | Miss Universe 1971: Semifinale                              |

## Wettbewerb des „Comité Officiel et International Miss Europe“
Seit 1951 gab es einen rivalisierenden europäischen Wettbewerb, durchgeführt vom Comité Officiel et International Miss Europe. Dies wurde 1950 von Jean Raibaut in Paris gegründet, der Sitz später nach Marseille verlegt. Die Siegerinnen trugen unterschiedliche Titel wie Miss Europa, Miss Europe oder auch Miss Europe International.
Er fand am 2. September 1971 im italienischen Florenz statt. Außer dem Namen der Siegerin ist darüber nichts bekannt geworden: 
- 1.  Frankreich: Laurence Vallée (auch Teilnehmerin an der Miss International 1971)